# Hydrachna hutchinsoni
Hydrachna hutchinsoni är en kvalsterart som beskrevs av Lundblad 1934. Hydrachna hutchinsoni ingår i släktet Hydrachna och familjen Hydrachnidae. Inga underarter finns listade i Catalogue of Life.